# Charles Grey
Charles Grey (n. 13 martie 1764, Fallodon⁠(d), Newton-by-the-Sea⁠(d), Anglia, Regatul Marii Britanii – d. 17 iulie 1845, Northumberland, Anglia, Regatul Unit al Marii Britanii și Irlandei) a fost un politician britanic, prim-ministru al Marii Britanii  între 1830 și 1834. 
Grey a fost ales în Parlament pentru circumscripția Northumberland la 14 septembrie 1786, la doar 22 de ani. Grey a fost un adversar puternic al politicilor externe și interne ale lui William Pitt cel Tânăr în anii 1790. În sfârșit, Gray și-a dat demisia din cauza dezacordurilor din cabinetul său cu privire la Irlanda și s-a retras din politică.